# Durjava
Durjava je redkejši priimek v Sloveniji, ki je ga po podatkih Statističnega urad Republike Slovenije na dan 1. januarja 2010 uporabljalo 40 oseb in je med vsemi priimki po pogostosti uporabe uvrščen na 8.711. mesto.

## Znani nosilci priimka
- Ana Durjava, kemičarka (dipl. 1934)
- Danijel Ciril Durjava, častni občan Bovca
- Iztok Durjava (*1949), umetnostni zgodovinar, muzealec
- Maks Durjava (1915 - 1941), komunistični aktivist (organizator)
- Matjaž Durjava (*1955), arhitekt
- Mojca Durjava (*1969), okoljska kemičarka
- Ostoj Durjava (1920 - 2004), ekonomist, univ. profesor
- Sonja Žitko Durjava (*1947), umetnostna zgodovinarka, pedagoginja
- Tončka Durjava (1919 - 2003), spomeničarka, politična delavka
- Truda Žoher-Durjava (1926 - 1983), ekonomistka, pedagoška in politična delavka